# Instituto Austríaco para América Latina

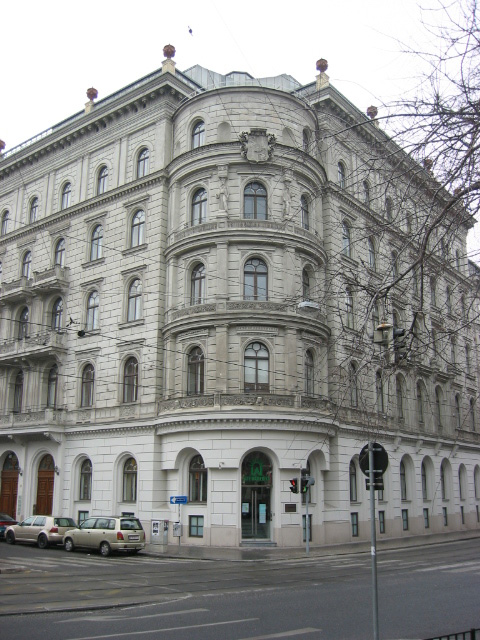
Palais Schlick en Viena.

El Instituto Austríaco para América Latina (LAI) en Viena (Austria) es una institución interdisciplinaria con el objetivo de profundizar el diálogo cultural y científico entre Austria y América Latina. El LAI fue fundado como asociación privada sin ánimo de lucro en 1965. Los ingresos provienen en un 60% de medios propios (cursos de idiomas, actividades culturales y cuotas de socio) y en un 40% de subvenciones estatales. El Instituto está situado en el histórico Palacio Schlick en la calle Schlickgasse 1 en el distrito 9 de la ciudad de Viena.

## Biblioteca
El Instituto Austríaco para América Latina posee una biblioteca especializada en política, historia, cultura, sociedad y economía de los países latinoamericanos, así como obras literarias de autores luso- e hispanohablantes y sus traducciones al alemán. La biblioteca es miembro de la Red Europea de Información y Documentación sobre América Latina (REDIAL).